# Puerto de Ibaraki
El Puerto de Ibaraki (茨城港 Ibarak-kō)  es un puerto marítimo japonés, que abarca las localidades de Hitachi, Tokai, Hitachinaka y Ōarai en el noreste de la Prefectura de Ibaraki, Japón.
El 25 de diciembre de 2008, entró en vigencia la integración de 3 puertos, Puerto de Hitachi, Puerto de Hitachinaka y Puerto de Ōarai, en uno solo: Puerto de Ibaraki. El puerto sirve como el puerto principal para el área industrial de la ciudad de Hitachi y las localidades adyacentes.

## Detalles del puerto
Situado frente al Océano Pacífico, se extiende de norte a sur,  desde Hitachi hasta Ōarai en la Prefectura de Ibaraki, y está conectado con una extensa zona industrial centrada en la ciudad de Hitachi. El administrador del puerto es la Prefectura de Ibaraki, sobre la base de la ley sobre puertos y basado en el reglamento portuario.
El puerto es una integración de tres puertos, pero además, se destaca en sus alrededores la pesca en el mar y la zona es utilizada para recreación.

## Muelles principales del puerto
Puerto de Ibaraki tiene como base tres principales muelles.
- Puerto de  Hitachi (日立港). Planos y vistas satelitales: 36°29′18.6″N 140°37′16.4″E / 36.488500, 140.621222

- Puerto de Hitachinaka (常陸那珂港). Planos y vistas satelitales: 36°25′53.4″N 140°36′50.4″E / 36.431500, 140.614000

- Puerto de Ōarai  (大洗港). Planos y vistas satelitales: 36°18′28″N 140°34′26″E / 36.30778, 140.57389

## Administración
La dirección administrativa  del puerto es: Ports & Harbors Division, Ibaraki Prefectural Government, Kasaharacho 978-6, Mito 310-8555, Ibaraki Pref., Japan.

## Principal puerto vecino
La Prefectura de Ibaraki, tiene dos puertos, uno es Puerto de Ibaraki apoyando el norte de la región de Kantō y el otro es Puerto de Kashima (鹿島港). Puerto de Kashima se encuentra ubicado en las ciudades de  Kashima y  Kamisu en el sureste de la  Prefectura de Ibaraki.

## Acceso terrestre al puerto
Las vías de acceso a la zona son principalmente la Ruta Nacional 6 y la autopista Jōban Expressway.
Por vía férrea, la Línea Jōban de Japan Railways.